# 동적 안정성
동적 안정성(動的安定性, Dynamic Stability), 조선해양공학의 유체역학에서는 안정성에 대해, 배의 동적 안정성에 주목한다. 일반적으로 배는 바다 위의 파도 등의 조파와 유동 등에 영향을 받아 배의 균형, 곧 평형에 불안한 요소들의 영향을 받는데, 이러한 성질을 동적 안정성이라고 한다.